# 東京人壽
〈東京人壽〉（英語："Live in the Moment"）是香港歌手容祖兒繼2016年廣東專輯《J-POP》後發行的第五支正式派台的粵語單曲，收錄於2021年粵語專輯《薛丁格的貓》，由香港樂隊Dear Jane結他手翁厚樑及容祖兒本人共同作曲、黃偉文填詞，於2020年11月26日數位發行，正式版音樂錄影帶於2020年11月25日首播。該歌曲於2021年初相繼登頂香港五大流行榜並累計奪得十星期冠軍，成為2021年首支五台冠軍歌，亦為香港樂壇第一首奪得五台雙冠軍（即於香港五大流行榜均贏得兩次週榜冠軍）的歌曲，容祖兒亦憑借該歌曲取得繼2003年〈我的驕傲〉之後的最佳單曲派台成績。

## 背景與發行
繼2018年憑借粵語單曲〈心之科學〉首次奪得叱咤樂壇流行榜頒獎典禮「叱咤樂壇至尊歌曲大獎」，容祖兒於2019年先後發行三首粵語單曲，并於香港紅磡體育館舉行一連19場「Pretty Crazy 容祖兒世界巡迴演唱會」。2020年11月23日至25日，容祖兒先後於Instagram分享三張神秘貼圖，分別配文「呢張地圖，你仲記唔記得？」、「快樂會不會重來」及「靈魂交錯的告別式」，並附有三個不同的電話號碼，樂迷在限時內發送WhatsApp短訊後發現，不同的電話號碼分別對應了名為「小石」和「JOJO」的一對虛擬人物，而對方回覆的訊息或錄音則暗示一個時光交錯的故事，即為隨後發佈的音樂錄影帶的主要劇情。11月24日，作詞人黃偉文亦在社交媒體公開容祖兒即將發行名為〈東京人壽〉的新歌，並分享其創作歌詞的心路歷程。

## 創作與製作
該歌曲由曾為容祖兒創作歌曲〈心之科學〉的香港樂隊Dear Jane結他手翁厚樑及容祖兒本人共同作曲。〈東京人壽〉是容祖兒首次參與作曲，她表示「對於自己而言是個挑戰」，寫歌期間她經常拜訪Dear Jane的Band房，除了共同作曲的Howie，樂隊其他成員亦提供了很多支持，並用不同方法幫助自己輸出靈感。歌詞部分則交由合作已久的填詞人黃偉文負責，其創作靈感源自2019年一個在東京旅遊時的預感，當時他已經預感到自己未来有一段長時間不會再到東京，又指與原定今年舉行的奧運無關：「因為咩原因我未知，總之我有預感有排唔會再返嚟住，而且係好耐好耐，耐過奧運好多好多 ⋯⋯」，不料隨後全球範圍內疫情爆發，當時的預感一語成讖。
在歌曲發行一年前，容祖兒和Howie就已經開始創作，但等到黃偉文決定執筆填詞時已經是2020年5月，收到歌詞後容祖兒與常年合作的音樂監製舒文先後在香港錄音室內錄制多次，但效果一直未如理想，更遇上病後失聲，只能暫緩錄音計劃，最終於容祖兒赴內地工作後，以視像會議隔空錄音的方式跨北京、香港兩地完成錄制，前後用了近一年才正式面世。容祖兒亦表示科技進步才成就這次錄音：「科技令我們距離變得很近，試問十年前這個錄音又怎能這麼順利完成？所以我更希望厲害的醫學和科技能更有效令我們全世界快點回到正軌，過著幸福健康的生活。」

## 曲目
| 曲序     | 曲目                           |          | 作曲                   | 编曲                   | 製作人   | 时长 |
| -------- | ------------------------------ | -------- | ---------------------- | ---------------------- | -------- | ---- |
| 1.       | 東京人壽（Live in the Moment） | 黃偉文   | Howie@Dear Jane 容祖兒 | Howie@Dear Jane 何秉舜 | 舒文     | 4:17 |
| 总时长： | 总时长：                       | 总时长： | 总时长：               | 总时长：               | 总时长： | 4:17 |

## 音樂錄影帶
2020年11月25日晚，該歌曲的正式版音樂錄影帶上線，由首次合作的曾入圍台灣金曲獎最佳音樂錄影帶獎的台灣導演黃婕妤（曾操刀拍摄林俊傑〈交換餘生〉、蔡依林〈你也有今天〉、郭頂〈水星記〉等作品）執導，亦是繼〈心之科學〉之後第二首容祖兒本人未參與拍攝的MV，僅於拍攝前遠程參與創作構思。劇情以陀螺貫穿夢境與現實，講述一對因意外不幸分離的年輕男女在平行世界靈魂交錯的故事。同年12月25日，發行「巡演特別版」MV，紀念今年的個人歐洲巡唱。容祖兒對此表示，因為疫情爆發巡演終止，感受不知從何談起，於是想到與樂迷分享巡唱時經歷的一切，將舞台下珍貴畫面曝光。她說：「我和親愛的夥伴們朝夕相對，種種 Work hard play hard 的難忘片段，說實在的確是珍惜當下最有力的憑據。但願我們能快點重聚，繼續踏上征途，大大力的擁抱瘋狂地笑。祝願大家聖誕快樂身體健康、平安。」

## 獎項
2021年7月27日，台灣樂評網站「PlayMusic音樂網」公布第一屆PMA（PlayMusic Awards）的年度得獎名單，歌曲《東京人壽》獲得「年度十大非華語歌曲」獎項。2021年8月25日，歌曲《東京人壽》入選無綫電視「2021勁歌金曲優秀作品第一回」。

## 爭議事件
該歌曲於2021年初相繼登頂香港五大流行榜並累計奪得十星期冠軍，成為2021年首支五台冠軍歌，亦為香港樂壇第一首奪得五台雙冠軍（即於香港五大流行榜均贏得兩次週榜冠軍）的歌曲，容祖兒亦成為首位擁有五台雙周冠軍歌的歌手，在為ViuTV音樂節目《Chill Club》錄制短片表達得獎感言時，容祖兒直言：「呢一刻冇第二個心願，攞第三次冠軍。」此言論立即遭致網民抨擊，紛紛留言表達不滿，認為以該歌曲流行度，在各大流行榜拿下兩星期冠軍未能說服大眾，指責電台聯手其唱片公司英皇娛樂制造話題，為歌曲造勢。

## 參與名單
人員名單來自〈東京人壽〉YouTube簡介
- 結他演奏：Howie @ Dear Jane
- 鼓演奏：Nice @ Dear Jane
- 貝斯演奏：Ho Chun Kit
- 鍵盤演奏 & 編曲：何秉舜
- 和聲：Jackie Cho、Angelita Li、何秉舜
- 弦樂編寫：何秉舜
- 弦樂演奏：BJ String
- 錄音師：Kim Lee、Titus、Shuiming Lok、肥丘、舒文 @ Zoo Music Studio，Julian Chan
- 錄音室（容祖兒人聲）：Tweak Tone Labs Studio（北京）
- 錄音室（結他、鼓）：Dear Jane Studio（香港）
- 混音工程師：Brian Paturalski
- 母帶製作：泰德·傑生（英语：Ted Jensen） @ Sterling Sound, NYC

## 榜單表現
| 電台與電視台                 | 音樂節目名稱   | 入榜歌曲     |
| 電台與電視台                 | 音樂節目名稱   | 〈東京人壽〉 |
| ---------------------------- | -------------- | ------------ |
| 叱咤903                      | 903專業推介    | (1)          |
| 香港電台第二台               | 中文歌曲龍虎榜 | (1)          |
| 新城知訊台                   | 新城勁爆流行榜 | (1)          |
| 翡翠台                       | 勁歌金曲       | (1)          |
| ViuTV                        | Chill Club     | (1)          |
| - (1) 代表歌曲奪得兩星期冠軍 |                |              |

| 榜單（2021年）                | 最高 排名 |
| ----------------------------- | --------- |
| 中國大陸（QQ音樂香港地區榜）  | 2         |
| 香港（KKBOX本地新歌週榜）     | 2         |
| 香港（KKBOX本地單曲週榜）     | 2         |
| 香港（KKBOX本地專輯週榜）     | 2         |
| 台灣（KKBOX粵語新歌週榜）     | 2         |
| 台灣（KKBOX粵語單曲週榜）     | 47        |
| 馬來西亞（KKBOX粵語新歌週榜） | 2         |
| 馬來西亞（KKBOX粵語單曲週榜） | 2         |
| 新加坡（KKBOX粵語新歌週榜）   | 3         |
| 新加坡（KKBOX粵語單曲週榜）   | 7         |

## 外部連結
- 容祖兒官方網站 （页面存档备份，存于）
- YouTube上的容祖兒〈東京人壽〉音樂錄影帶
- YouTube上的容祖兒〈東京人壽〉Pretty Crazy 巡演特別版 MV